# Inolimomab
L'inolimomab è un anticorpo monoclonale di tipo murrino, che viene utilizzato per il trattamento della graft versus host disease resistente ai corticosteroidi.
Il farmaco ha come target molecolare la catena alfa del recettore dell'interleuchina-2 il CD25.

### Inolimomab
- Ronald D. Miller, Anestesia, Elsevier srl, 2006,  pp. 2272–, ISBN 978-88-85675-88-9.
- (EN) Kerry Atkinson, Clinical bone marrow and blood stem cell transplantation, Cambridge University Press, 2004,  pp. 1860–, ISBN 978-0-521-82912-0.
- (EN) Awc - All Women Concerned, Even Me, Xlibris Corporation, February 2010,  pp. 113–, ISBN 978-1-4500-2657-4.
- (EN) Jennifer Treleaven e Austin John Barrett, Hematopoietic Stem Cell Transplantation in Clinical Practice[collegamento interrotto], Churchill-Livingston, 9 ottobre 2008,  pp. 19–, ISBN 978-0-443-10147-2.